# Älvdalen (comune)
Älvdalen è un comune svedese di 7 235 abitanti, situato nella contea di Dalarna. Il suo capoluogo è la cittadina omonima. La municipalità è una delle meno popolate della Svezia centrale, dal momento che si estende su un territorio per la maggior parte montagnoso. 
Nell'ambito dell'esteso comune di Älvdalen sono presenti i borghi di Idre e di Särna. Idre (circa 600 abitanti) è un centro turistico, specialmente invernale (nella sua frazione di Idrefjäll). Särna (circa 800 abitanti) invece sorge in prossimità del parco nazionale Fulufjället, che al suo interno ha la cascata più alta della Svezia il Njupeskär, con un dislivello di circa 95 metri.

## Località
Nel territorio comunale sono comprese le seguenti aree urbane (tätort):
- Älvdalen
- Åsen
- Brunnsberg
- Evertsberg
- Idre
- Rot
- Särna
- Västermyckeläng